# Hérodotosz
Hérodotosz, vagy Halikarnasszoszi Hérodotosz (görögül: Ἡρόδοτος [Ἁλικαρνασσεύς]), (Halikarnasszosz, Kis-Ázsia, ma Bodrum, Törökország, i. e. 484 körül – Thurioi, i. e. 425 körül) görög történetíró.
Hérodotosz az első ismert történész, aki rendszerszerűen gyűjtötte az anyagait, lehetőség szerint ellenőrizte forrásait és jól felépített, élénk szövegben fogalmazta meg kutatásának eredményeit. Cicero a „történelem atyjának” (pater historiae) nevezte el. Azt is feljegyezte róla, hogy számtalan történetet (innumerabiles fabulae) ismert és adott elő. Egyetlen fennmaradt, kilenc kötetes művének, amit magyarul Történelem címen ismerünk, eredeti címe Hisztoriai. Ez a korabeli ógörög nyelven „kutatások”-at jelentett, a görög-perzsa háborúk előzményeit és történetét tárta fel. E mű címéből keletkezett a historia latin szó, amit számtalan mai nyelv átvett.
Munkássága hatalmas forrásanyagot jelentett a korabeli történelmet, néprajzot és földrajzot kutatók sok generációja számára. Adatai természetesen mai szemmel nézve nem mindig állják meg a helyüket, de ő a maga részéről mindig hangsúlyozta, hogy csak azt jegyezte fel, amit számára forrásai elmondtak.
Életéről keveset tudunk, a rá vonatkozó forrás kevés, ellentmondásos és néha mesés jellegű.

## Élete

Hérodotosz világa ókori térkép alapján

Az életére vonatkozó adatok hiányossága és ellentmondásossága ellenére a modern források általában egyetértenek azzal, hogy Herodotosz Halikarnasszoszban született i. e. 484 körül. A Szuda-lexikon, egy 10. századi bizánci enciklopédia szerint Lüxész és Drüó fia volt, befolyásos család tagja. Egy testvéréről, Teodoroszról tudósít a Szuda, valamint azt közli, hogy rokona volt Panüasszisz, az epikus költő. A város az akkori Óperzsa Birodalom határain belül feküdt, így az ifjú Hérodotosz első kézből kaphatott információkat a korabeli perzsa-görög kapcsolatokról, a perzsák Hellasz elleni háborús előkészületeiről.
Halikarnasszoszt a dórok alapították, Hérodotosz viszont jón dialektusban írt. A Szuda ezt azzal magyarázza, hogy fiatal korában Számosz szigetén élt, ahová Lügdamisz türannosz elől menekült családjával. Modern kutatások szerint azonban ebben a korban Halikarnasszoszban még a hivatalos feliratok is jón nyelvűek voltak, ezért nincs ok annak a feltételezésére, hogy Hérodotosznak „külföldön” kellett volna elsajátítania ezt a nyelvet. Mivel a Szuda az egyetlen forrása ennek a romantikus elemnek, mai kutatók kétségbe vonják az igazságát.
Hérodotosz és családja valóban Lügdamisz ellenfelei voltak, de Hérodotosz a türannosz bukása után hagyta el végleg a várost, és gyarmatosként az akkoriban alapított dél-itáliai Thurioiba költözött. I. e. 447 körül egy ideig Athénban élt, és kapcsolatba került a kor több ismert személyiségével, köztük Szophoklésszel és Periklésszel. Athénben – a kor szokásainak megfelelően – felolvasásokat tartott műveiből, és ezért a hagyomány szerint a város igen nagy összeggel, tíz talentom arannyal jutalmazta.
Ezután (i. e. 445 körül) saját elbeszélése szerint nagy utazásokra indult Egyiptomba, majd a Fekete-tenger környékére – ideértve annak északi partvidékét, amit akkoriban Szkítiának hívtak – Babilonba és a Közel-Keletre, de magában Perzsiában nem járt. Az életét kutató tudósok egy csoportja – az úgynevezett „Liar school”, „hazug-iskola” szerint Hérodotosz sok más mellett utazásairól sem állított igazat, és tulajdonképpen szobatudós volt.
Hérodotosz nem sokkal műveinek nyilvánosságra hozatala után valószínűleg Thurioiban halt meg, ott is temették el.

## Munkássága
Fő és egyetlen fennmaradt műve, a Történelem (Ὶστορίαι, az eredeti értelmezésnek megfelelően vizsgálódás, kutatás) tulajdonképpen a görög–perzsa háborúkról szól, de mintegy bevezetésképpen részletesen ismerteti az Óperzsa Birodalom kialakulását, azoknak a népeknek a néprajzát és földrajzi helyzetét, melyeket a perzsák meghódítottak.
A művet alexandriai szerkesztők kilenc könyvre bontották, amelyeket a múzsákról neveztek el. Az első könyv címe így Kleió lett a történelem múzsája után, majd Euterpé, Thaleia, Melpomené, Terpszikhoré, Erató, Polühümnia, Uránia, Kalliopé voltak a következő kötetek címei.
A mű szerkezete alapértelmezésben négy perzsa király dinasztikus története:
- II. vagy Nagy Kürosz, i. e. 557–530: 1 könyv;
- II. Kambüszész, i. e. 530–522: 2. könyv és a 3. könyv egy része;
- I. Dareiosz, i. e. 521–486: a 3. könyv fennmaradó része, valamint a 4., 5. és 6. könyv;
- I. Xerxész, i. e. 486–479: 7., 8. és 9. könyv.

A mű keletkezés történetéről, az író szándékairól és munkamódszereiről mindmáig sok vita van, de az kétségtelen, hogy az eseménytörténet csak háttérül szolgál a különböző „vizsgálódásokhoz”, és amint maga Hérodotosz megjegyzi, „a kitérők részét képezik a tervemnek”. (4. könyv, 30. o.)
A kitérők két témát fednek le: az egész akkor ismert világ történetét, mégpedig a reciprocitás elve alapján feldolgozva („a szemet szemért” illetve a „jótett helyébe jót várj” elveinek érvényesülése), valamint sok különös és meglepő jelenség, élmény leírását, amelyekkel az író találkozott utazásai során.
A mű szerkezetében követi az írásbeliség előtti hagyományokat, amelyeket Homérosz műveiből is ismerünk, miszerint a szerző a történet egy-egy jelentős fejleményéhez vezető úton egy sor kisebb epizódot ad elő, majd a jelentős esemény leírása után visszafelé haladva újra áthalad a kisebb epizódokon. Ez a technika a történet memorizálását és így a művek fennmaradását tette lehetővé már az írás feltalálása előtt. Hasonló ősi módszer, amikor a szerző a fő történetben kisebb, bizonyos fokig önálló történeteket helyez el. Hérodotosz művének ez az eredeti belső szerkezete nem felel meg az alexandriai tudósok által később kreált 9 kötetes beosztásnak.
Hérodotosz világában minden tény egyformán fontos, ami abban az időben, amikor a filozófusok egyre inkább a lényeg megismerését tekintették feladatuknak, már nem tekinthető korszerűnek. Történelemfelfogása nem ismerte a fejlődés fogalmát, szerinte a népek és egyének pályája körpályát fut be, és amikor ezt befejezik, mások lépnek a helyükre.
Akik azonban nem értékelték ezt a modellt, csodálhatták az előadás stílusát, mint Dionüsziosz Halikarnasszeusz, aki dicsérte annak simaságát és báját.
Homéroszhoz hasonlóan sokat merített a hagyományos, szóban fennmaradt és terjesztett mondák anyagából, a vándor-énekesek szövegeiből. Ezek a mesés elemek mellett gyakran tartalmaztak valós földrajzi, történelmi és antropológiai tényeket, amiket Hérodotosz szórakoztató formában összegzett.
Hérodotosz nagy erénye, hogy igyekezett elhatárolni magát a mítoszoktól, s azokat, mint a nem tudományos dolgokat legfeljebb ironikusan tárgyalja. Határozottan elhatárolja saját tapasztalatait és a másoktól hallottakat. Ez a korábbi néprajzi és történeti irodalommal (Hekataiosz) szemben komoly újítás volt; tulajdonképpen a forráskritika kezdetéről is beszélhetünk. Ma már nyilvánvaló tévedései ellenére a modern tudomány különböző ágai Hérodotosz sok közlését – köztük olyanokat is, amelyeket korábban a képzelet szüleményének tartottak – hitelesítette.
Ilyen az a mellékes megjegyzése, hogy föníciai hajósok Afrika körül hajózva, nyugati irányba haladva, a Napot jobb oldalukon látták. Ez a déli féltekén valóban így van, és bizonyíték arra, hogy az említett utakra valóban sor kerülhetett.
Hasonlóképpen beszámol, másoktól hallottak alapján, egy furcsa, Perzsia indiai tartományaiban élő, róka nagyságú, szőrmés hangyáról, ami aranyat kapar ki a földből. Ezt a bizarr felvetést is valószínűsítették modern kutatások, miszerint a Kasmír aranyban gazdag földjén élő mormoták által az alagútjaikból kidobott földet a helyi törzsek aranygyűjtögetői hagyományosan átvizsgálják arany után kutatva.
Az általa átvett mesés elemek miatt azonban modern kutatói közül néhányan, az úgynevezett „Liar school”, „hazug-iskola” szerint Hérodotosz sok más mellett utazásairól sem állított igazat, és tulajdonképpen szobatudós volt, ezért a „hazugságok atyjának” nevezték őt. Kortársainak és az ókori klasszikusoknak egy része is lebecsülte teljesítményét. Thuküdidész komolytalannak tartotta. Plutarkhosz egészen odáig ment, hogy rosszindulattal, szándékos ferdítéssel vádolta, de valószínűleg azért, mert az ő szülőföldjét, Boiótiát a perzsa háborúkban betöltött kétes szerepének megfelelően hátrányosan ábrázolta.
Az ókor gondolkodói azonban nagy többségükben elismerték művét. Ő volt az egyike azon kevés prózaíróknak, akiket a híres alexandriai filológusok kiadtak és magyaráztak.
A középkorban csak a Bizánci Birodalomban olvasták. Az első modern latin fordítása 1474-ben jelent meg, az újgörög nyelvű első kiadás dátuma 1502.

## Magyarul

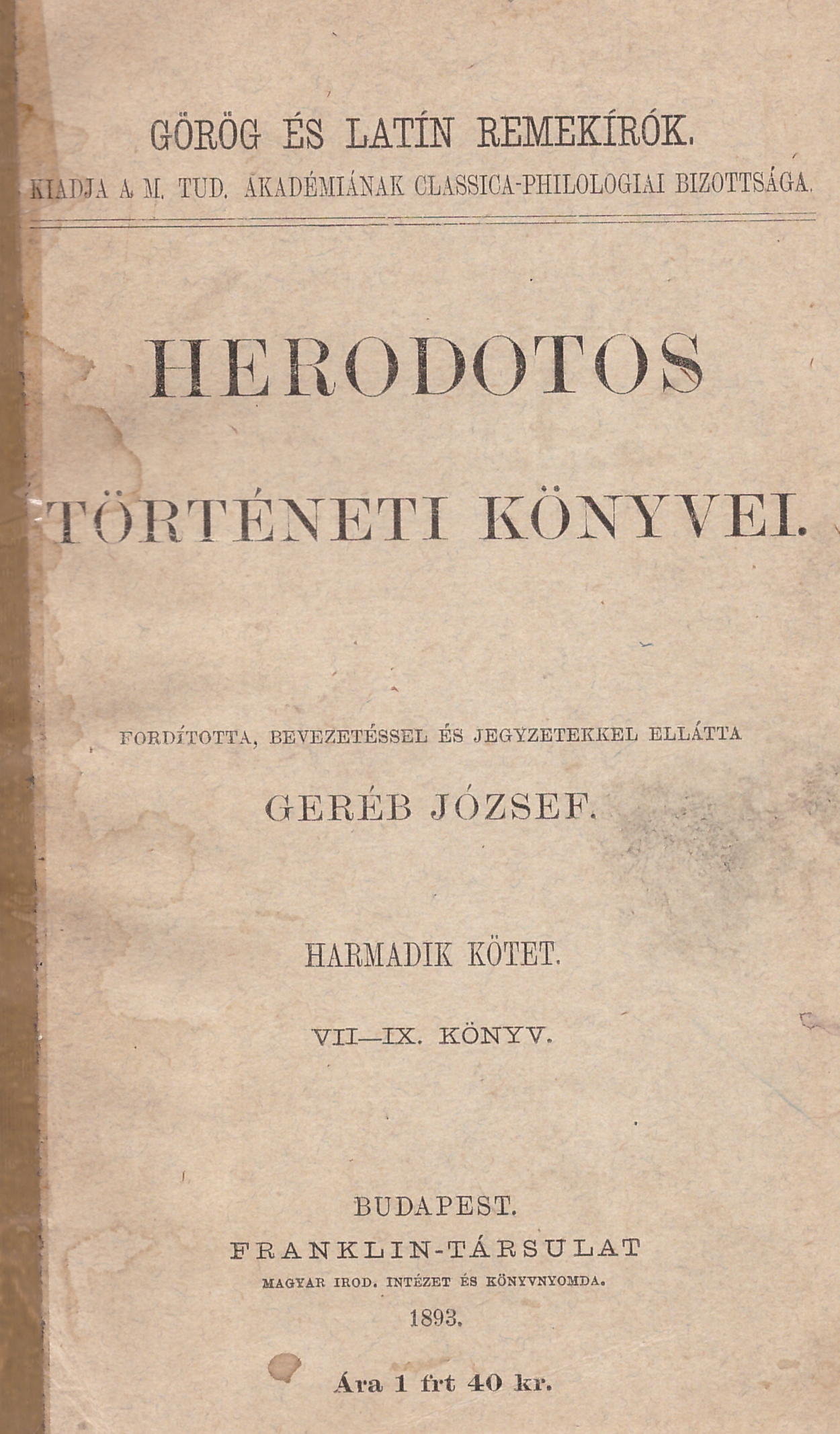
Hérodotosz történeti könyvei (1893-as kiadás)

- Urania. Herodotos 8. könyve; ford. Bartl Antal; Beimel-Kozma Ny., Pest, 1862 (Hellas és Róma. Az ó-kori remekírók fordításai)
- Kalliope. Herodotos 9. könyve; ford. Bartl Antal, Veress Ignác; Kugler-Essmann, Pest, 1862 (Hellas és Róma. Az ó-kori remekírók fordításai)
- Szemelvények Herodotos műveiből, 1-2.; ford., jegyz. Dávid István; Stampfel, Pozsony, 1881-1905
- Herodot Történeteinek kilencz könyve; ford. Télfy Iván; Lampel, Bp., 1881
- Herodotos történeti könyvei, 1-3.; ford., bev., jegyz. Geréb József; Magyar Tudományos Akadémia, Bp., 1892 (Görög és latin remekírók)
- Kyros és Kroisos története; ford. Devecseri Gábor; Hungária, Bp., 1943
- Az izgalom mesterei. Az Ótestamentum apokrifjei, Vergilius, Herodotos írásaiból összeáll. Dorothy L. Sayers; ford. Bálint Lajos; Körmendy, Bp., 1944
- Hérodotoszi novellák; ford., bev., jegyz. Szabó Árpád; Magyar Helikon, Bp., 1959
- A görög-perzsa háború. Részletek; ford. Terényi István, utószó Ferenczy Endre; Gondolat, Bp., 1967
- A görög-perzsa háború; ford., utószó, jegyz. Muraközy Gyula; Európa, Bp., 1989 (Bibliotheca classica)
- Hérodotosz: A görög-perzsa háború (ford. Muraközy Gyula), Osiris Kiadó, Budapest, 1998, ISBN 963-379-309-2, 839 p.

## Szakirodalom
- Magyar nagylexikon  IX. (Gyer–Iq). Főszerk. Bárány Lászlóné. Budapest: Magyar Nagylexikon. 1999.   408–409. o. ISBN 963-9257-00-1
- Világirodalmi lexikon IV. (Grog–Ilv). Főszerk. Király István. Budapest: Akadémiai. 1975.   412–413. o.
- Castiglione László: Az ókor nagyjai. Akadémiai Kiadó, 1978. ISBN 963-05-1500-8
- Falus Róbert: Apollón lantja. A görög-római irodalom kistükre. Móra Ferenc Könyvkiadó, Bp., 1982
- Falus Róbert: Az ókori görög irodalom története, Gondolat, Bp., 1964
- Dr. Gyapai Gábor – Dr. Ritoók Zsigmond: Történelem a középiskola I. osztálya számára. Nemzeti Tankönyvkiadó, 1978. ISBN 963-18-7984-4